# Wincenty Koziełł-Poklewski (powstaniec styczniowy)
Wincenty Koziełł-Poklewski ps. „Serwicz”, (ur. 1837 w Serweczu Wielkim, zm. 28 maja 1863 koło wsi Władyki) – powstaniec styczniowy.

## Życiorys
Urodził się w 1837 roku w rodowym majątku Serwecz Wielki, który otrzymał dziadek Wincentego Józef Kalasanty Koziełł-Poklewski. Wincenty był jednym z synów Jana Napoleona Koziełł-Poklewskiego i Józefy Tolensdorff, jego bracia Jan, Józef, Michał, Zenon, kuzyn Eustachy też uczestniczyli w powstaniu styczniowym.
W 1852 roku razem z bratem Janem wstąpił do Szkoły Podchorążych w Petersburgu, po ukończeniu której (1856) studiował na Akademii Inżynierów Wojskowych. Tam zetknął się z radykalnymi działaczami kółek oficerskich: Jarosławem Dąbrowskim i Zygmuntem Sierakowskim. W 1858 roku ukończył Akademię. Po tym był skierowany na służy do Wilna, ale niedługo później został przekierowany do Sveaborgu czyli „Twierdzą Szwedzką” w Helsinkach, gzie służył do końca 1860 roku. W 1860 roku wziął dymisję z wojska rosyjskiego w stopniu sztabskapitana. Na początku 1861 roku na zlecenie Ludwika Zwierzdowskiego pojechał do Poznaniu, żeby nawiązać stosunki z tamtejszymi patriotami. W marcu 1861 roku Wincenty powrócił do Wilna, gdzie niebawem utworzył organizację powstańczą na terenie powiatu wilejskim.
W styczniu 1863 roku Wincenty został mianowany dowódcą wojskowym swojego rodzinnego powiatu wilejskiego i szeroko rozpowszechnił wśród ludności dokumenty programowe powstania. Wincenty Koziełł-Poklewski w akcji wśród chłopów „posługiwał się rozmaitymi argumentami, pomiędzy którymi wybitniejszymi były od innych, stanowcze zaręczenia, że przyjdą Francuzi”. Według wspomnień Wacława Koszczyca, uczestnika tych wydarzeń w Mińszczyźnie, dzięki Wincentemu Kozełłowi organizacja powstańcza w powiecie wilejskim zaczęła przygotowania do walki już dwa lata przed wybuchem powstania, była więc jedną z lepszych w guberni mińskiej. Natomiast inny uczestnik powstania Eugeniusz Kowalewski we wspomnieniach odznaczył Wincentego Koziełł-Poklewskiego jak "inżyniera wojskowego, który, przy wielu zaletach serca i umysłu, nie posiadał, niestety, przymiotów, niezbędnych dla organizatora powstania i kierownika partyzanckiego ruchu".
Na początku maja 1863 roku oddział Wincentego Koziełł-Poklewskiego liczył 200–250 ludzi. Skupiał młodzież szlachecką, studentów, gimnazjalistów, mieszczan i chłopów. Na miejsce obozu dowódca wybrał leśne ostępy na pograniczu powiatów wilejskiego i borysławskiego, gdzie oficerowie mogli bez przeszkód prowadzić ćwiczenia dla swych podkomendnych. Aby uzupełnić stan osobowy swojego oddziału, dowódca zorganizował paradny przemarsz przez okoliczne wsie. Powstańcy maszerowali, w porządku wojskowym z rozpostartym sztandarem”.
Rozpoczęcie walk zbrojnych rząd wileński wyznaczył na terenie guberni wilenskiej na 2 maja. Pierwsze grupy powstańcze w powiecie wilejskim nad Dźwinosą pojawiły się 7 maja. Suchocki przyprowadził z Wilejki i okolic oddział, który liczył 40 ochotników, drugi oddział przywiódł Melchior Czyžyk z powiatu borysowskiego z Mińszczyzny. Oddział borysowski liczył 75 ochotników. W lasach nad Dźwinosą oba oddziały założyły wspólny obóz. Dowódcą zjednoczonego oddziału został Wincenty Kozielt-Poklewski, mianowany przez Jakuba Gieysztora naczelnikiem wojennym powiatu wilejskiego. Wincenty Koziełł-Poklewski podzielił oddział na trzy plutony. Na dowódców plutonów powołał Melchiora Czyžyka, Leopolda Osiecimskiego i Żołnierkiewicza. 8 maja 1863 r. Koziełł-Poklewski zajął miasteczko Dołhinów, a następnego dnia stoczył walkę pod miejscowością Tarakanówka. Rosjanie zaatakowali powstańców polskich ogniem z dalekonośnych karabinów o lufie gwintowanej. Przez godzinę strzelcy rosyjscy ostrzeliwali powstańców z odległości 400 metrów. Uzbrojeni w strzelby myśliwskie powstańcy nie mogli z takiej odległości strzelać. Pozycje Rosjan ostrzeliwał jedynie Leopold Osiecimski, który miał nowoczesny sztucer. Po godzinie wojsko rosyjskie wycofało się z pola ostrzału. W drodze powrotnej Rosjanie spalili dwór ziemiański w majątku Dźwinosy. W potyczce powstańcy ponieśli nieduże straty. Leopold Osiecimski twierdził, że z odległości 400 metrów zabił dwóch żołnierzy rosyjskich. Następne Wincenty Koziełł-Poklewski urządził zasadzkę na dwie sotnie kozaków pod miasteczkiem Maćkowce.
28 maja 1863 r. oddział Wincentego Koziełł-Poklewskiego starł się z wojskami carskimi niedaleko wsi Władyki, nad rzeką Ilia. Atak na powstańców przypuściło pięć kompanii piechoty z pułków: Ingermanlandzkiego, Wielikołuckiego i Kremiańczugskiego pod dowództwem płk. Aleksandra Gala. Walka trwała trzy godziny, a większość powstańców zginęła lub utonęła, próbując na tratwach przepłynąć na drugi brzeg Ilii. Otoczeni partyzanci walczyli rozpaczliwie na kosy, na bagnety i kolby przez dwie godziny. W nierownej walce poległo 58 powstańców, wzięto do niewoli 25, w tym 23 rannych. Prawdopodobnie 53 powstańców zaginęło, a ocałały od pogromu 54 osoby. W bitwie poległ Wincenty Koziett-Poklewski. Powstańcza prasa stawiała go na równi z przywódcą lidzkich powstańców, Ludwikiem Narbuttem, i nazwała go litewskim Leonidasem. Według świadków przed zgonem miał powiedzieć: Jeśli nie my, to nasze kości zbudują wolność. Resztę oddziału (około 40 osób) zebrał Melchior Czyżyk i przewieziono do powiatu igumieńskiego. Niedobitki tego oddziału zostały nieco później rozbite pod Kniahininem, gdzie powstańcy spoczywają w bratniej mogile.